# Liste der Premierminister der Elfenbeinküste
Diese Liste gibt die Premierminister der Republik Elfenbeinküste seit ihrer Unabhängigkeit im Jahr 1960 wieder.
| Name                                                      | Beginn der Amtszeit | Ende der Amtszeit | Partei    | Anmerkungen                                                                                                   |
| --------------------------------------------------------- | ------------------- | ----------------- | --------- | --- |
| Félix Houphouët-Boigny                                    | 7. August 1960      | 7. Dezember 1993  | PDCI      | anschließend Staatspräsident                                                                                  |
| Amt abgeschafft vom 7. Dezember 1960 bis 7. November 1990 |                     |                   |           | |
| Alassane Ouattara                                         | 7. November 1990    | 11. Dezember 1993 | PDCI      | später Staatspräsident                                                                                        |
| Daniel Kablan Duncan                                      | 11. Dezember 1993   | 24. Dezember 1999 | PDCI      | |
| vakant vom 24. Dezember 1999 bis 18. Mai 2000             |                     |                   |           | |
| Seydou Diarra                                             | 18. Mai 2000        | 27. Oktober 2000  | parteilos | |
| Pascal Affi N’Guessan                                     | 27. Oktober 2000    | 25. Januar 2003   | FPI       | bis zum 11. April 2011 im Machtkampf mit Gbagbo                                                               |
| Seydou Diarra (2)                                         | 25. Januar 2003     | 5. Dezember 2005  | parteilos | |
| Charles Konan Banny                                       | 5. Dezember 2005    | 29. März 2007     | parteilos | |
| Guillaume Soro                                            | 29. März 2007       | 13. März 2012     | MPCI/FNCI | |
| Gilbert Marie N’gbo Aké                                   | 7. Dezember 2010    | 11. April 2011    | PDCI      | von Präsident Gbagbo in der Regierungskrise nach der Präsidentschaftswahl ernannt                             |
| Jeannot Ahoussou-Kouadio                                  | 13. März 2012       | 21. November 2012 | PDCI      | |
| Daniel Kablan Duncan (2)                                  | 21. November 2012   | 10. Januar 2017   | PDCI      | |
| Amadou Gon Coulibaly                                      | 10. Januar 2017     | 8. Juli 2020      | RDR       | |
| Hamed Bakayoko                                            | 8. Juli 2020        | 8. März 2021      | RDR       | Nach dem Tod seines Vorgängers am 8. Juli interimsweise eingesetzt, am 30. Juli als Premierminister bestätigt |
| Patrick Achi                                              | 8. März 2021        | 16. Oktober 2023  | RDR       | interimsweise                                                                                                 |
| Robert Beugré Mambé                                       | 16. Oktober 2023    | amtierend         | RDR       | |